# Forum historiae iuris
Das forum historiae iuris (fhi) ist ein Online-Journal für Rechtsgeschichte.

## Konzept
1996 wurde das forum historiae iuris als erste elektronische Zeitschrift für Rechtsgeschichte in Europa gegründet. Das Online-Journal bietet zwei Bereiche an: Im klassischen Zeitschriftenteil werden wissenschaftliche Aufsätze, Rezensionen und Debatten online und im Open Access publiziert. Im „Forum“ werden Nachrichten und Fachzeitschriften der rechtshistorischen Forschung präsentiert; Nachrichten können auch von Nutzern der Website eingereicht werden. Damit enthält das fhi die traditionellen Rubriken einer wissenschaftlichen Zeitschrift, vertieft aber zugleich die Vernetzung in der Forschung und spiegelt die Diversität des Faches.
Das forum historiae iuris fördert den internationalen und grenzübergreifenden Austausch von Nachrichten und Informationen zu Themen der Rechtsgeschichte. Die Navigationssprachen sind derzeit deutsch und englisch.

## Herausgeber
Herausgeber von forum historiae iuris sind Stephan Dusil (Tübingen), Elisabetta Fiocchi Malaspina (Zürich), Martin Josef Schermaier (Bonn), Mathias Schmoeckel (Bonn) und Andreas Thier (Zürich).